# Isola Latady
L'isola Latady è un'isola situata al largo dell'Antartico, nel mare di Bellingshausen, a circa 85 chilometri dalla costa meridionale dell'isola Charcot e a circa 45 km dalla costa settentrionale della penisola Beethoven, nella parte sud-occidentale dell'isola Alessandro I. Politicamente contesa tra Cile che la rivendica nel territorio antartico cileno e il Regno Unito che la annovera tra i suoi territori d'oltre mare antartici, l'isola, che è interamente coperta di ghiaccio, è completamente disabitata ed è larga circa 20 km e lunga circa 65.

Fino a pochi anni fa, la costa orientale dell'isola era unita a quella occidentale dell'isola Alessandro I dalla piattaforma glaciale Wilkins, che la univa anche all'isola Charcot, tuttavia, a seguito del riscaldamento globale che, a partire dagli anni 1950, ha fatto sì che le temperature in questa regione dell'Antartide salissero 2,5 gradi Celsius, la struttura che rimaneva connessa all'isola Latady si è via via disintegrata.

## Storia
L'isola Latady fu avvistata per la prima volta durante un sorvolo della zona effettuato nel 1929 da Sir Hubert Wilkins, tuttavia essa non fu riconosciuta come un'isola e non fu quindi mappata come tale. Le prime fotografie aeree si devono invece alla Spedizione antartica di ricerca Ronne, effettuata tra il 1947 e il 1948 al comando di Finn Rønne; proprio grazie a queste fotografie, l'isola fu finalmente mappata nel 1960 da D. Searle, del British Antarctic Survey, al tempo ancora chiamato "Falkland Islands Dependencies Survey". In seguito, l'isola è stata così battezzata dal comitato britannico per i toponimi antartici in onore di William R. Latady un fotografo aereo che prese parte alle ricognizioni effettuate durante la sopraccitata spedizione Ronne.